# Waterman Pen Company

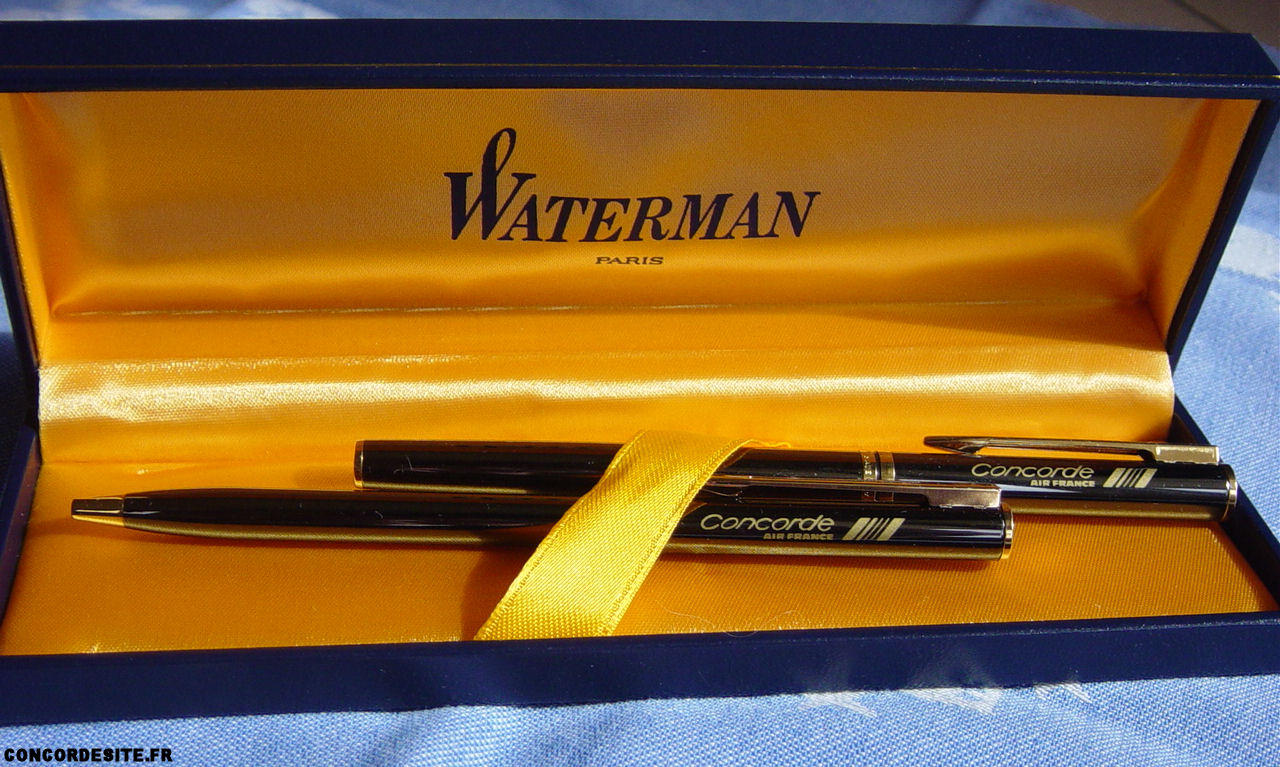
Pera Waterman vyrobená pro Concordy Air France

Waterman S.A. je americký výrobce plnicích per.

## Historie značky Waterman
V roce 1883 přišel newyorský pojišťovací agent Lewis Edson Waterman o zakázku jen z toho důvodu, že jeho plnicí pero při podpisu udělalo na smlouvu kaňku, a než se vrátil s novou kopií, klient byl pryč. Zklamaný Waterman se zařekl, že tohle už se nesmí nikdy stát, a začal přemýšlet, jak samovolnému vytékání inkoustu z pera zabránit. O rok později si nechal patentovat zcela nový způsob plnění a za další čtyři roky vznikla firma The L. E. Waterman Company.
Kvalitu per Waterman si vyzkoušely i mnohé významné osobnosti, například Charles Lindbergh s ním psal svůj deník během historického letu z New Yorku do Paříže v roce 1927. V tomtéž roce také výzkumný pracovník firmy Waterman, M. Perraud, vynalezl inkoustovou bombičku.